# Даяна Наяд
Даана Наяд (на английски: Diana Nyad) е американска плувкиня на маратонски дистанции, мотивационна говорителка, журналистка и авторка.
Става известна с маратонските си преплувания в открити води – плува 45 км около Манхатън за рекордно време (1975) и 164 км от Бахамите до Флорида (1979).
Най-големият ѝ успех обаче е през 2013 г., когато на 64 години при 5-я си опит става първия човек, успешно преплувал разстоянието от Хавана, Куба до Кий Уест, Флорида (около 177 километра) без клетка срещу акули и без почивки. Екипът на Наяд използва предпазна маска и костюм срещу медузи и електронни устройства за отблъскване на акули. Въпреки голямото медийно отразяване рекордът ѝ не е официално ратифициран поради непълна документация, противоречиви доклади на екипажа и правила от организация, която не е съществувала по време на плуването. Световните рекорди на „Гинес“ също не признават рекорда.
Успехът на Наяд през 2013 година е представен в игралния филм „Наяд“ на Netflix от 2023 г. Филмът печели 2 номинации за наградата „Оскар“ на церемонията през 2024 г. – за най-добра актриса (Анет Бенинг) и за най-добра поддържаща актриса (Джоди Фостър).